# Тергала
Тергала — река в Похвистневском районе Самарской области. Правый приток реки Савруша. Длина реки 34 км, площадь водосборного бассейна 237 км². Сток реки и притоков зарегулирован.

## Течение
Исток на возвышенности Кинельские Яры в 4,5 км к северу от села Исаково. Высота истока — 220 м над уровнем моря. Течёт на юго-юго-восток через упомянутое село, а также через Кротково, Терегель, Рысайкино, Алькино. Впадает в Саврушу по правому берегу в 7,8 км от её устья, напротив посёлка Пчёлка (Оренбургская обл.). Высота устья — 67 м над уровнем моря.

## Притоки
Основные притоки: Дерягаль (лв, длина 15 км), Большая Рема (лв), Кармалка (пр).

## Населённые пункты
В бассейне реки также расположены посёлки Новорысайкино, Алешкино, Атамановский, Новокротково.

## Данные водного реестра
По данным государственного водного реестра России относится к Нижневолжскому бассейновому округу, водохозяйственный участок реки — Большой Кинель от истока и до устья, без реки Кутулук от истока до Кутулукского гидроузла. Речной бассейн реки — Волга от верхнего Куйбышевского водохранилища до впадения в Каспий.
Код объекта в государственном водном реестре — 11010000812112100008111.